# Allen (Teksas)
Allen – miasto w Stanach Zjednoczonych, w stanie Teksas, w hrabstwie Collin, na przedmieściach Dallas. Według spisu w 2020 roku liczy 104,6 tys. mieszkańców.

## Demografia
Według przeprowadzonego przez United States Census Bureau spisu powszechnego w 2010 roku miasto liczyło 84 246 mieszkańców. Natomiast skład etniczny w mieście wyglądał następująco: Biali 72,0%, Afroamerykanie 8,4%, Azjaci 12,9%, pozostali 6,7%.